# Pritha dharmakumarsinhjii
Pritha dharmakumarsinhjii är en spindelart som beskrevs av Patel 1978. Pritha dharmakumarsinhjii ingår i släktet Pritha och familjen Filistatidae. Inga underarter finns listade i Catalogue of Life.